# Rachycentron canadum
A Rachycentron canadum a sugarasúszójú halak (Actinopterygii) osztályának sügéralakúak (Perciformes) rendjébe, ezen belül a monotipikus Rachycentridae családjába tartozó faj.

## Előfordulása
A Rachycentron canadum az egész világon elterjedt, kivéve a Csendes-óceán középső és keleti részeit. A Nyugat-Atlanti-óceánban Kanadától és az Amerikai Egyesült Államokbeli Massachusettstől kezdve, a Mexikói-öblön és a Karib-térségen keresztül, egészen Argentínáig található meg. A Kelet-Atlanti-óceánban Marokkótól a Dél-afrikai Köztársaságig lelhető fel. További elterjedési területei Kelet-Afrikától Ausztráliáig, valamint a Japánhoz tartozó Hokkaidóig tartanak.

## Megjelenése
Ez a hal általában 110 centiméter hosszú, de akár 200 centiméteresre is megnőhet. 43 centiméteresen már felnőttnek számít. A legnehezebb kifogott példány 68 kilogrammot nyomott. A hátúszóján 7-9 tüske és 26-33 sugár, míg a farok alatti úszóján 2-3 tüske és 22-28 sugár ül. A feje széles és lapos. Az első hátúszón rövid és szabad tüskék vannak; ezeket nem köti össze semmiféle hártya. A felnőtt farokúszója félhold alakú; a felső nyúlványa hosszabb, mint az alsó. A háti része és az oldalai sötétbarnák két jól kivehető keskeny, ezüstös sávozással.

## Életmódja
A Rachycentron canadum egyaránt megtalálható a trópusi és szubtrópusi sós- és brakkvizekben is. A sekély vízben levő korallzátonyok közelségét kedveli, de a nyílt óceánon és 1200 méter mélyen is megtalálható. A mangrovék közé és a folyótorkolatokba is beúszik. A hullámok által sodort tárgyak menedékét is felkeresi; olykor nagyobb víziállatokat követ, mint például a sötétcápát (Carcharhinus obscurus). Kisebb rajokban tartózkodik és vadászik. Táplálékát a partok közelében levő kavicsos, homokos vagy törmelékes fenéken keresi meg. Rákokkal, halakkal és kalmárokkal táplálkozik.
Legfeljebb 15 évig él.

## Szaporodása
Az Atlanti-óceán nyugati felén a meleg, nyári hónapokban ívik. Az ikrák és a lárvák a plankton részeivé válnak.

## Felhasználása
Ezt a halat csak kisebb mértékben halásszák. A halászat mellett tenyésztik is ezt a halfajt. A sporthorgászok kedvelik. Frissen, füstölve vagy fagyasztva árulják.

## Rokonai
Ennek a családjában egyedülálló fajnak a legközelebbi rokonai, a Remora-fajok és más Echeneidae családbeli halak.

## Képek

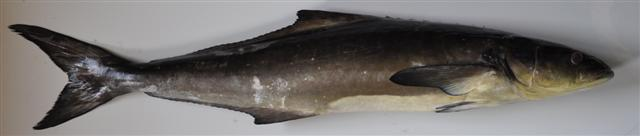
Indiából,
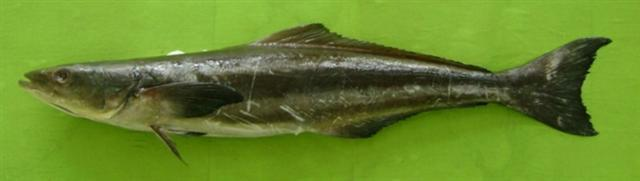
Pakisztánból
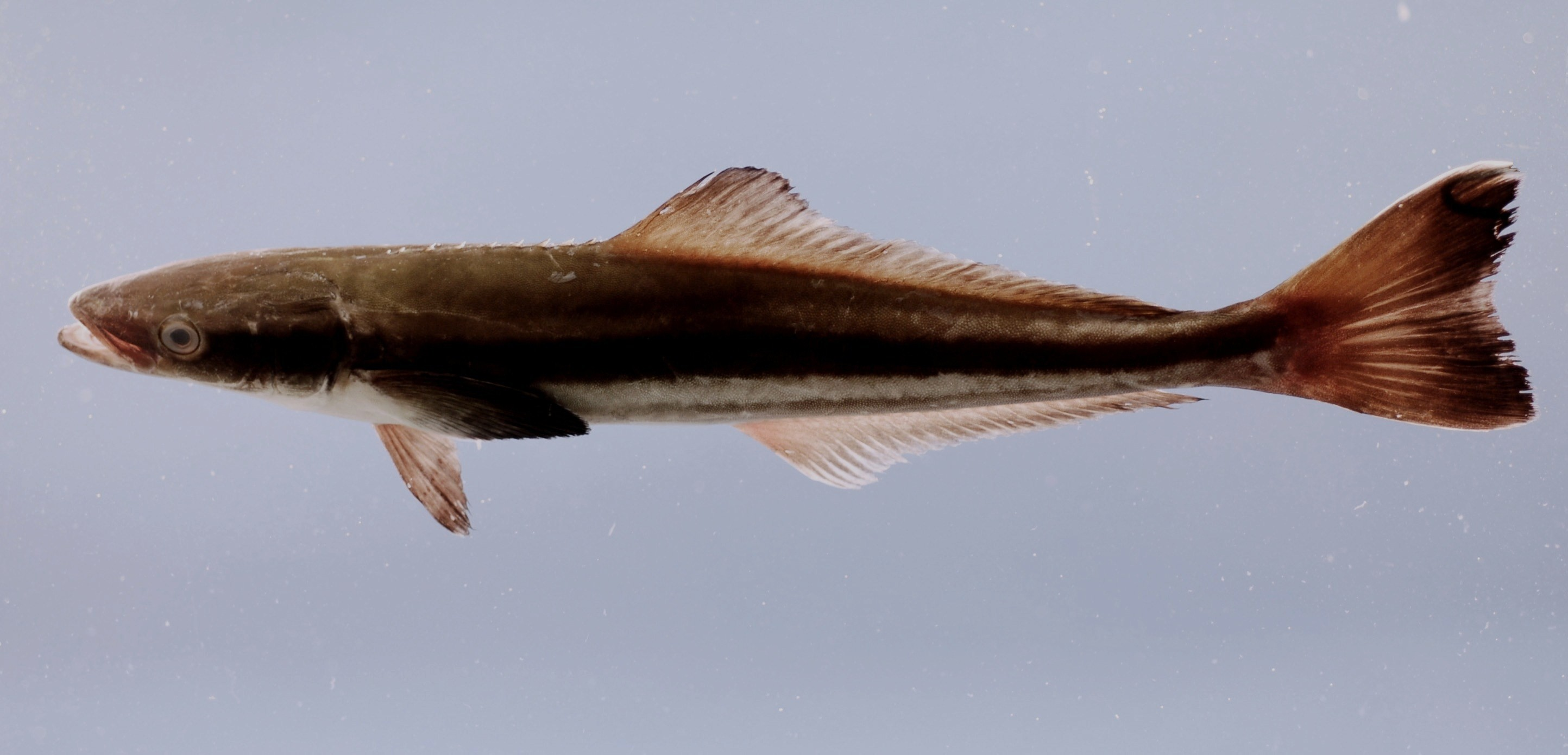
és Mexikóból
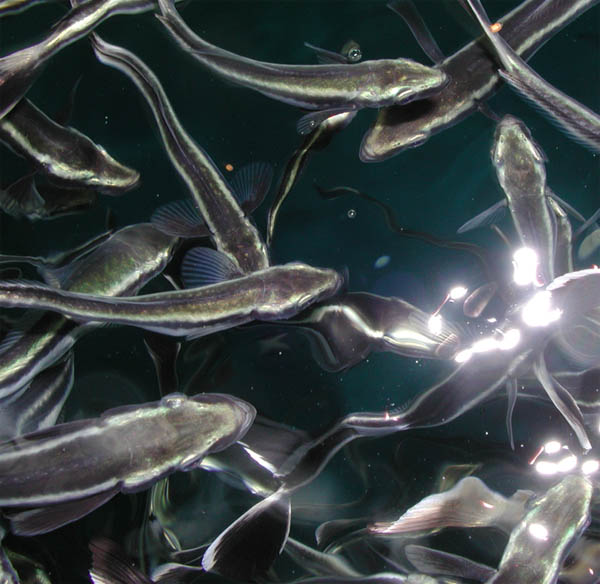
Ivadékok
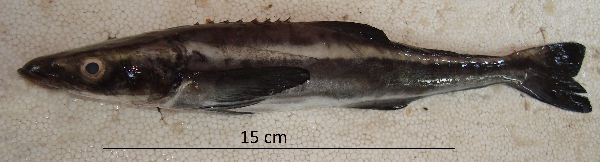
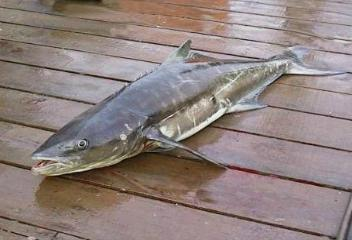
Kihalászva
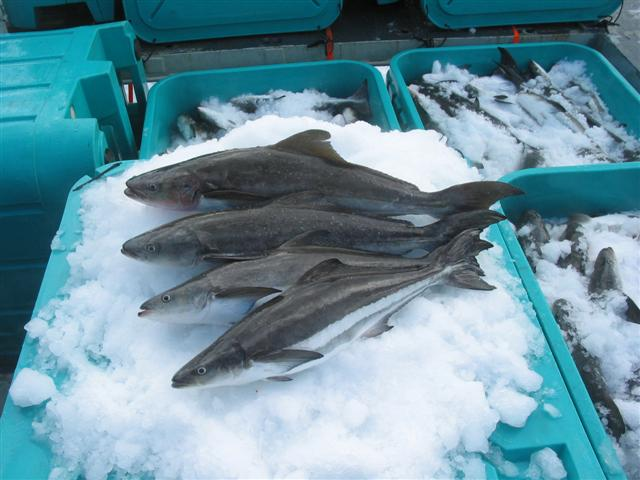
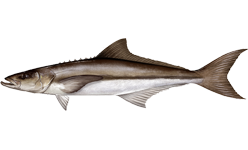
Rajz a halról